# Lumban Ratus
Lumban Ratus is een bestuurslaag in het regentschap Tapanuli Selatan van de provincie Noord-Sumatra, Indonesië. Lumban Ratus telt 816 inwoners (volkstelling 2010).